# Aaron Demsky

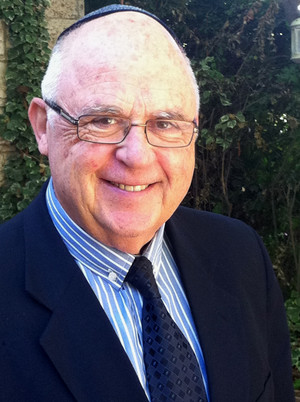
Aaron Demsky, 2008

Aaron Demsky (hebräisch אהרן דמסקי, geboren 23. Dezember 1938 in Brooklyn, New York City) ist ein US-amerikanischer und israelischer Namenskundler, Epigraphiker, Historiker und Hochschullehrer.

## Leben
Demsky studierte am Jewish Theological Seminary, wo er 1961 seinen Bachelor in religiöser Erziehung und 1963 seinen Master in hebräischer Literatur machte. Parallel dazu studierte er an der Columbia University Geschichte. Hier erlangte er 1961 seinen Bachelor und 1965 seinen Master. 1965 ging er nach Israel. 1968 wurde Demsky als Professor für Biblical History an die Bar-Ilan-Universität, Israel und Golda Koschitzky Abteilung, berufen.
Demsky promovierte 1976 bei Benjamin Mazar an der Hebräischen Universität Jerusalem mit einer Arbeit zum Thema Alphabetisierung in Israel und bei seinen Nachbarn in biblischen Zeiten.
Demsky war 1978 Fellow des National Endowment for the Humanities.

## Teilnahme an Ausgrabungen, Feldforschung
Demsky nahm als Epigraphiker an Ausgrabungen teil, darunter:
- 1981–1984: Khirbet Sailūn⊙
- seit 1997: Tel Gath (auch: Tell es-Safi)⊙[4]

- Karte mit allen Koordinaten:
- OSM |
- WikiMap

## Forschungsinteressen

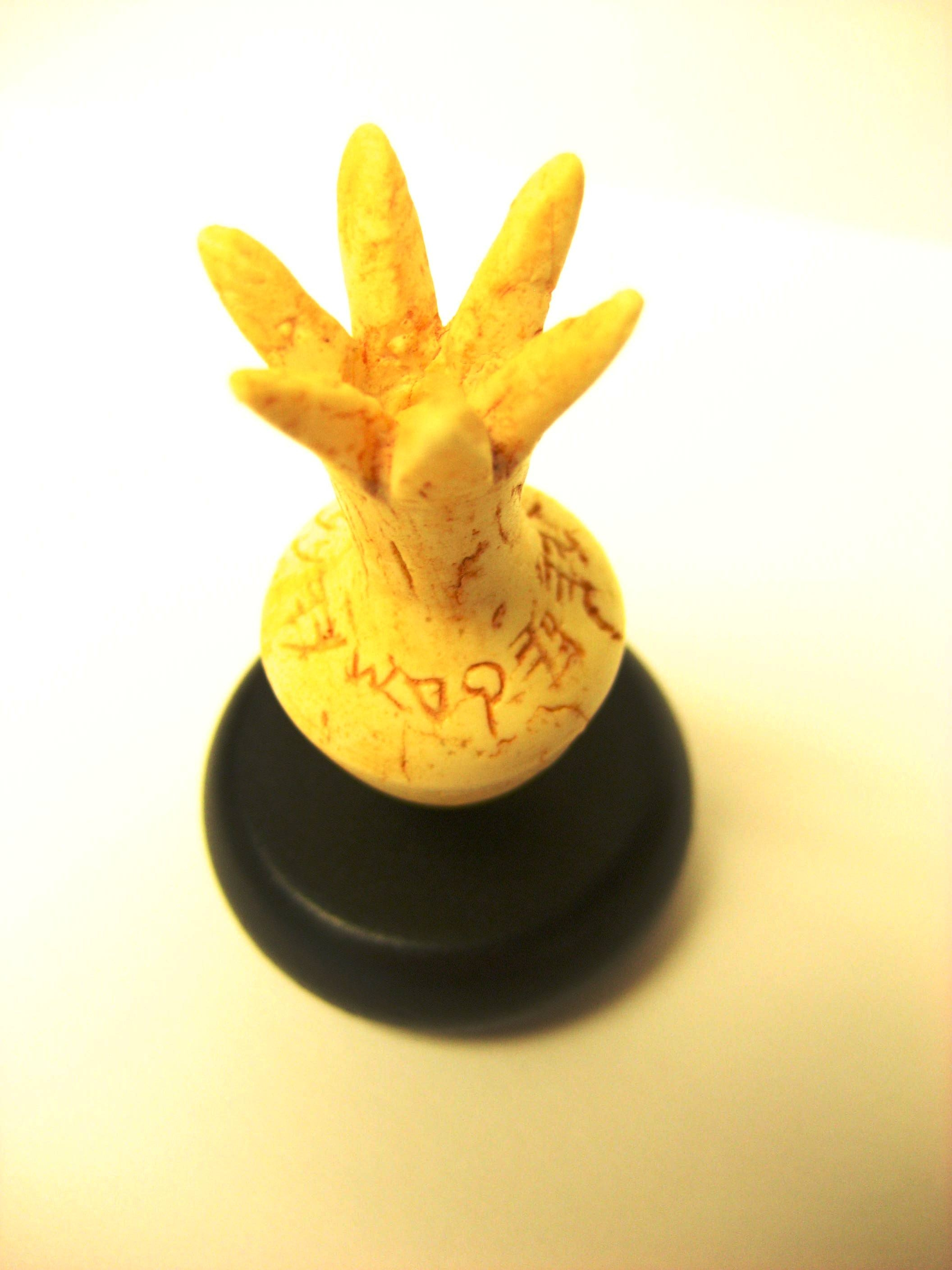
Elfenbein-Granatapfel, Inschrift

Demsky forschte über die Geschichte Israels in biblischer Zeit aus historischer Sicht.
Er untersuchte die Genealogien der Bibel, besonders die des Buches der Chronik.
Demsky wurde als Epigraphiker zur Entschlüsselung alter Inschriften herangezogen.
Außerdem beteiligte er sich an Untersuchungen über Fälschungen von Antiquitäten zum Beispiel beim Elfenbein-Granatapfel.
Demsky gründete in den 1991 Jahren das Projekt Studium jüdischer Namen und damit die jüdische Namenforschung.
Er organisierte an der Bar-Ilan-Universität die International Conference on Jewish Names.
Ab 1993 fand sie alle zwei Jahre unter seiner Leitung statt, ab 2005 zusammen mit Yigal Levin.
2019 war es die 14. Konferenz.
Seit 1997 arbeitet Demski als Berater für das Oxford Dictionary of American Family Names.

## Preise, Auszeichnungen und Anerkennung
2014 erhielt Demsky den Bialik-Preis für sein Buch Literacy in Ancient Israel.
Dieses Buch gibt es nur auf Hebräisch.
In ihm werden in einem multidisziplinären Ansatz zentrale historische Fragen der biblischen Zeit untersucht.
Dabei werden die Auswirkungen des alphabetischen Schreibens auf die Kultur der Antike in Israel betrachtet.
Als Quellen dienen die Bibel, epigraphische Funde und vergleichende altorientalische Literatur.
2016 erhielt er den Louis Finkelstein Award für außerordentliche Beiträge zum Staat Israel.
Demsky ist als bemerkenswerter Historiker in Marquis Who’s Who eingetragen.

## Familie
Demsky ist verheiratet und hat sieben Kinder.

## Veröffentlichungen

### Bücher
- Pleasant are Their Names: Jewish Names in the Sephardi Diaspora, University of Maryland Press, 2010, ISBN 978-1-934309-24-7
- These are the names: studies in Jewish onomastics, with Joseph A. Reif, Joseph Tabory. Bar-Ilan University Press, 1997, ISBN 9652261920
- Yediʻat sefer be-Yiśraʼel ba-ʻet ha-ʻatiḳah (Literacy in Ancient Israel, hebräisch ידיעת ספר בישראל בעת העתיקה), Mosad Byaliḳ, 2012, ISBN 9789655360462, nur auf Hebräisch
- 1. bis 14. International Conference on Jewish Names an der Bar Ilan Universität Abstracts online als pdf

### Artikel, online verfügbar
- Hebraization brown 7 Dec 16; 2020
- Nehemiah ben Hachaliah the governor of Judea; 2020
- The Interface of Oral and Written Traditions in Ancient Israel: The Case of the Abecedaries; 2015
- New Hebrew Names in the Second Temple Period: A By-Product of Biblical Exegesis; 2014
- Researching Literacy in Ancient Israel – New Approaches and Recent Developments; 2014
- The Jerusalem Ceramic Inscription
- An Iron Age IIA Alphabetic Writing Exercise from Khirbet Qeiyafa; 2012
- Abbaye’s Family Origins:: A Study in Rabbinic Genealogy; 2010
- Warum das jüdische Jahr an vier verschiedenen Tagen beginnt deutsch, 2007
- Reading Northwest Semitic Inscriptions; 2007
- Shmuel Ahituv, Yuval Goren, Aaron Demsky, André Lemaire: The inscribed pomegranate from the Israel Museum examined again, 2007, Israel Exploration Journal 57(1): S. 87–95 online als pdf
- In Memoriam: Avraham Stahl, 1933–2000; 2000
- Holy City and Holy Land as Viewed by Jews and Christians in the Byzantine Period: A Conceptual Approach to Sacred Space; 1998
- The Clans of Ephrath: Their Territory and History; 1986